# Serhí Hretxin
Serhí Hretxin (en ucraïnès Сергій Гречин; Kíiv, 9 de juny de 1979) és un ciclista ucraïnès, professional des del 2003 fins al 2016. Del seu palmarès destaca el Tour de l'Azerbaidjan de 2013.

## Palmarès
- 2011
  - Vencedor d'una etapa al Tour de Ribas
- 2013
  - 1r al Tour de l'Azerbaidjan i vencedor d'una etapa
  - Vencedor d'una etapa al Tour d'Algèria